# Dendromus lovati
Dendromus lovati is een zoogdier uit de familie van de Nesomyidae. De wetenschappelijke naam van de soort werd voor het eerst geldig gepubliceerd door de Winton in 1900.

## Voorkomen
De soort komt voor in Ethiopië.